# Alonso Aceves
Daniel Alonso Aceves Patiño (Huixquilucan de Degollado, 28 marzo 2001) è un calciatore messicano, difensore del Pachuca.

## Carriera

### Club
Aceves è cresciuto nel settore giovanile del Pachuca ed ha debuttato in prima squadra l'8 novembre 2020 nell'incontro di Liga MX perso per 1-0 contro il Necaxa. Nella stagione 2021-2022 si è imposto come titolare sulla fascia sinistra dove ha giocato 22 partite in campionato.
Il 17 luglio 2022 è stato ceduto in prestito al Real Oviedo in Segunda División. A gennaio il prestito è stato interrotto ed Aceves è passato con la stessa formula al Chicago Fire. Il 26 marzo 2023 ha debuttato in MLS nella vittoriosa trasferta contro l'Inter Miami terminata 3-2.

### Nazionale
Ha giocato nella nazionale messicana Under-21.

## Statistiche

### Presenze e reti nei club
Statistiche aggiornate al 27 luglio 2025.
| Stagione        | Squadra         | Campionato      | Campionato | Campionato | Coppe nazionali | Coppe nazionali | Coppe nazionali | Coppe continentali | Coppe continentali | Coppe continentali | Altre coppe | Altre coppe | Altre coppe | Totale | Totale | Totale |
| Stagione        | Squadra         | Comp            | Pres       | Reti       | Comp            | Pres            | Reti            | Comp               | Pres               | Reti               | Comp        | Pres        | Reti        | Pres   | Reti   |        |
| --------------- | --------------- | --------------- | ---------- | ---------- | --------------- | --------------- | --------------- | ------------------ | ------------------ | ------------------ | ----------- | ----------- | ----------- | ------ | ------ | ------ |
| 2020-2021       | Pachuca         | LMX             | 1          | 0          |                 | -               | -               |                    | -                  | -                  |             | -           | -           | 1      | 0      |        |
| 2021-2022       | Pachuca         | LMX             | 22         | 0          |                 | -               | -               |                    | -                  | -                  |             | -           | -           | 22     | 0      |        |
| 2022-2023       | Real Oviedo     | SD              | 10         | 0          | CR              | 1               | 0               |                    | -                  | -                  |             | -           | -           | 11     | 0      |        |
| 2023            | Chicago Fire    | MLS             | 20         | 0          | USOC            | 1               | 0               |                    | -                  | -                  | LC          | 1           | 0           | 22     | 0      |        |
| 2023            | Chicago Fire II | MNP             | 5          | 0          |                 | -               | -               |                    | -                  | -                  |             | -           | -           | 5      | 0      |        |
| gen.-giu. 2024  | Pachuca         | PD              | 4          | 1          | -               | -               | -               | CCC                | 0                  | 0                  | -           | -           | -           | 4      | 1      |        |
| 2024-2025       | Pachuca         | PD              | 17+3       | 0          | -               | -               | -               | -                  | -                  | -                  | LC+CI+CmC   | 1+0+1       | 0+0+0       | 22     | 0      |        |
| 2025-2026       | Pachuca         | PD              | 3          | 0          | -               | -               | -               | -                  | -                  | -                  | LC          | 0           | 0           | 3      | 0      |        |
| Totale Pachuca  | Totale Pachuca  | Totale Pachuca  | 47+3       | 1          |                 | -               | -               |                    | 0                  | 0                  |             | 2           | 0           | 52     | 1      |        |
| Totale carriera | Totale carriera | Totale carriera | 85         | 1          |                 | 2               | 0               |                    | 0                  | 0                  |             | 3           | 0           | 90     | 1      |        |

## Palmarès
- CONCACAF Champions League: 1

Pachuca: 2024
- Coppa Intercontinentale FIFA - Derby delle Americhe: 1

Pachuca: 2024
- Coppa Intercontinentale FIFA - Challenger Cup: 1

Pachuca: 2024